# Nichtregierungsorganisation der Samen der Oblast Murmansk

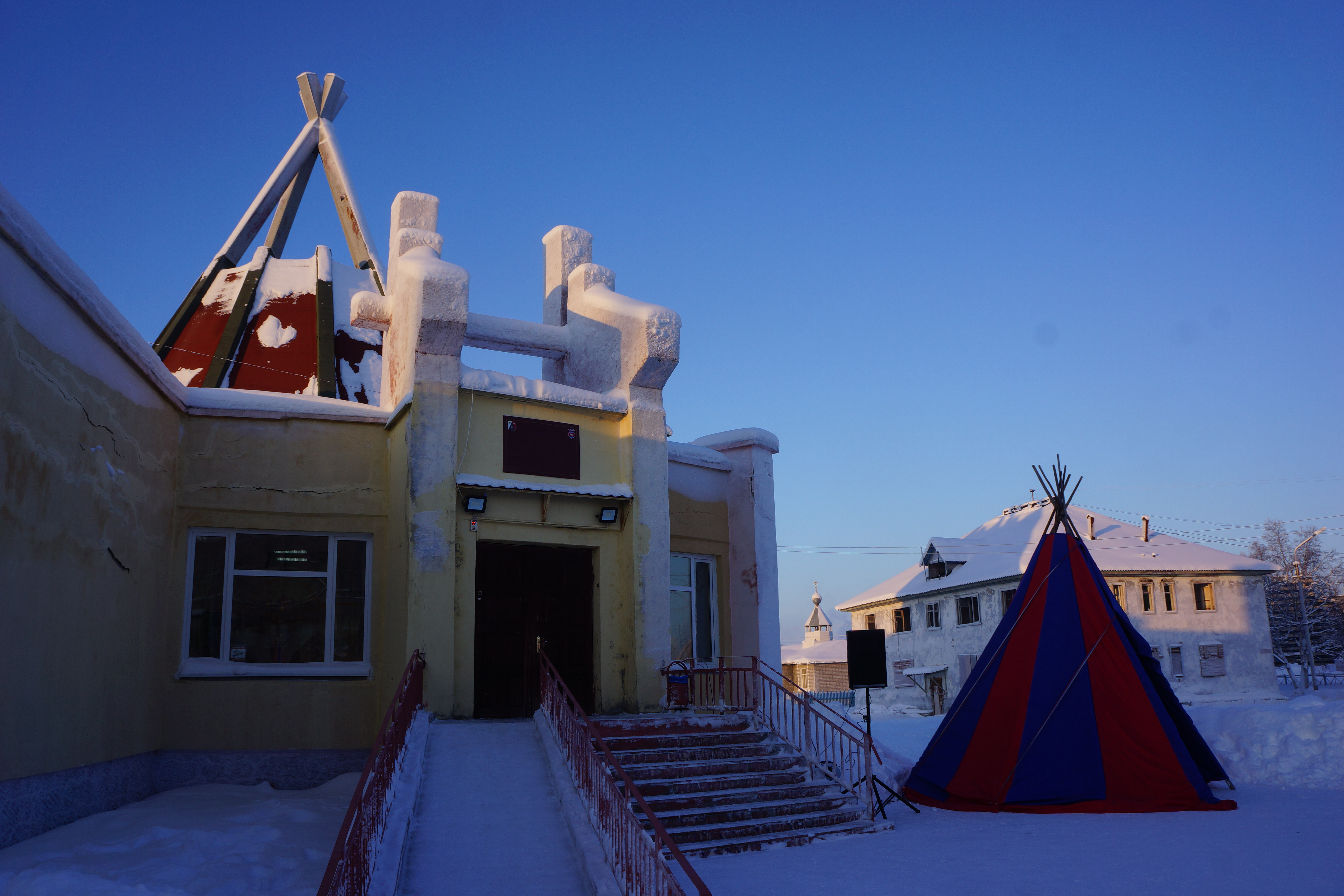
Im „Nationalen Kulturzentrum“, dem Kulturhaus für die nationalen Minderheitenkulturen in Lowosero unter der Adresse Uliza Sowetskaja 8, unterhält die Nichtregierungsorganisation der Samen der Oblast Murmansk ihre Hauptrepräsentanz

Die Nichtregierungsorganisation der Samen der Oblast Murmansk (russisch Obschtschestwennaja organisazija saamow Murmanskoi oblasti (OOSMO) Общественная организация cаамов Мурманской области (ООСМО), nordsamisch Murmanskka guovllu Sámesearvi) ist eine 1998 gegründete Nichtregierungsorganisation zur Interessenvertretung der Samen in der Oblast Murmansk in Nordwestrussland, die – gemeinsam mit der Vereinigung der Kolasamen – Mitglied im internationalen Samenrat ist.
Die Organisation hat ihren Hauptsitz in Lowosero. Präsidentin ist Wiktorija Gusewa.

## Name
Der vollständige Name der Organisation, unter dem sie in Russland offiziell registriert ist, lautet Obschtschestwennaja organisazija sodeistwija prawowomu prosweschtscheniju i sochraneniju kulturnogo nasledija saamow Murmanskoi oblasti (Общественная организация содействия правовому просвещению и сохранению культурного наследия саамов Мурманской области; „Nichtregierungsorganisation zur Förderung der rechtlichen Stellung und der Erhaltung des kulturellen Erbes der Samen der Oblast Murmansk“). Sie ist aber vor allem als Obschtschestwennaja organisazija saamow Murmanskoi oblasti oder unter der Abkürzung dieses Namens, OOSMO, bekannt.
Die nordsamische Übersetzung des Namens, Murmánskka guovllu Sámesearvi („Organisation der Samen der Oblast Murmansk“) wird in internationalen samischen Zusammenhängen verwendet, vor allem im Samenrat. Auf Englisch ist Saami Association of the Murmansk Region üblich.

## Hintergrund und Wirken
Zu den wichtigsten Zielen der Organisation zählen die Wahrung der Rechte der samischen Urbevölkerung in Russland und die Stärkung der traditionellen samischen Kultur auf der Halbinsel Kola. Die wichtigsten Wirkungszentren sind die Orte Lowosero und Rewda, wo ein Großteil der Kolasamen lebt.
Der Gründung ging ein mehrjähriger Richtungsstreit innerhalb und über die Vereinigung der Kolasamen voraus, die ursprünglich als Interessenvertretung aller Samen in Russland gegründet wurde. Nicht alle Samen fühlten sich von deren Satzung und Aktivitäten repräsentiert, unter anderem deshalb, weil die Vereinigung keine Repräsentanz in Lowosero und anderen Orten mit starker samischer Bevölkerung unterhielt. 
Alexander Kobelew aus Lowosero gilt als Gründungspräsident, der die offizielle Registrierung am 13. Juli 1999 vornahm. Auf der 17. Samenkonferenz in Kiruna 2000 wurde die Organisation als zweite Vertretung der Kolasamen in den Samenrat aufgenommen.
Im Sinne des 2012 verabschiedeten Gesetzes über „ausländische Agenten“ in Russland wurde der Organisation am 24. April 2013 eine offizielle Warnung ausgesprochen, in der „das Vorhandensein von Zielen in der Satzung, die auf eine politische Komponente abzielen, sowie der Erhalt von Geldern aus ausländischen Quellen“ festgestellt wurde.  Eine ähnliche Warnung erging an eine andere samische Organisation in der Region Murmansk.
Seit Juni 2011 gibt OOSMO die Zeitschrift Kuellnegk rynnt (kildinsamisch Куэллнэгк рыннт „Kola-Küste“) heraus. Die Zeitschrift wird digital erstellt und als Druck im Selbstverlag sowie digital über vk.com oder andere soziale Medien verteilt.

## Präsidenten
- 1998–2008 Alexander Kobelew
- 2008–2010 Iwan Matrjochin[1]
- 2010 Anna Igontowa[12]
- seit 2010 Dinara Skawronskaja[12]
- seit 2018 Iwan Matrjochin
- 2023 Alexander Slupatschik[13]
- seit 2023 Wiktorija Gusewa